# 전주해성중학교
전주해성중학교(全州海星中學校)는 대한민국 전북특별자치도 전주시 완산구 삼천동2가에 있는 사립 중학교이다.

## 학교 연혁
- 1960년 2월 19일 : 전주해성중학교 설립인가(6학급)
- 1960년 4월 11일 : 개교식 및 제1회 입학식
- 1960년 4월 11일 : 초대 교장 김규승 선생 취임
- 1992년 10월 5일 : 신축교사 준공 및 축복식
- 2017년 5월 13일 : 제8대 이사장 김선태 사도요한 주교 취임
- 2023년 3월 1일 : 제17대 교장 윤병우 선생 취임
- 2024년 2월 2일 : 제62회 졸업식(졸업생 누계 21,417명)

## 참고 자료
- 전주해성중학교 - 한국교육학술정보원 학교알리미